# Armando Corrêa da Silva
Armando Corrêa da Silva (* 26. November 1931 in Taquaritinga, São Paulo; † 26. August 2000 in São Paulo) war ein brasilianischer Geograph.
Corrêa da Silva war Professor an der Universität von São Paulo und widmete sich der Epistemologie in Humangeographie. Er war militanter Kommunist, war Präsident der Associação dos Geógrafos Brasileiros und galt als Bohémien.

## Schriften (Auswahl)
- O Espaço Fora do Lugar.
- Geografia e Lugar Social.
- Saudades do Futuro.
- De quem é o pedaço?: espaço e cultura. São Paulo: Hucitec, 1986
- A renovação geográfica no Brasil: 1976/1983 (as geografias crítica e radical em uma perspectiva teórica).
- A explicação geográfica.
- Características do espaço econômico industrial.
- O litoral norte do Estado de São Paulo. São Paulo: Instituto de Geografia, Universidade de São Paulo